# Rascal, il mio amico orsetto
Rascal, il mio amico orsetto (あらいぐまラスカル?, Araiguma Rasukaru, lett. "Rascal il procione") è un anime prodotto dalla Nippon Animation nel 1977, basato sul romanzo autobiografico Un anno felice (Rascal, a Memoir of a Better Era) di Sterling North del 1963.
La serie, composta da 52 episodi, fa parte del progetto World Masterpiece Theater (chiamato allora Calpis Children's Theater) della Nippon Animation, ed è stata trasmessa in Italia per la prima volta su Italia 1 nel 1985.
Alla sua lavorazione prese anche parte Hayao Miyazaki in qualità di animatore. L'anime ha avuto un grandissimo successo in tutto il mondo e soprattutto in Giappone, dove oltre ad avere una linea di merchandising dedicata a Rascal, è stata anche una delle cause della problematica introduzione del procione nel Paese.

## Trama
La storia è ambientata nel 1914 a Breisford nel Wisconsin, vicino al lago Koshgonong. Un giorno di primavera il piccolo Sterling trova nella foresta un cucciolo di procione la cui madre è appena stata uccisa da un cacciatore; decide di curarlo e di tenerlo con sé dandogli il nome Rascal. Il ragazzo e l'orsetto lavatore diventano da quel giorno amici inseparabili, anche se Sterling si rende presto conto, dopo una serie di piccoli disastri che Rascal provoca negli orti dei vicini, che la convivenza tra uomini e animali selvatici può essere a volte molto difficile.
Inizia così l'ultimo indimenticabile anno della fanciullezza di Sterling, costellato da piccole e grandi avventure con i suoi grandi amici Rascal, Oscar e Alice tra gli animali che ama tanto, ma segnato dalla morte della madre e dalla rovina finanziaria del padre che perde quasi ogni sua proprietà per ripagare i debiti dopo la distruzione di due fattorie a causa di un nubifragio.
Ed è proprio quest'ultimo avvenimento che causa la separazione del padre dal figlio e determinerà un cambiamento drastico nella vita del ragazzo: Sterling dovrà andare a vivere a casa della sorella a Milwaukee per proseguire gli studi e sarà quindi costretto a fare tornare Rascal, ormai diventato adulto, alla vita naturale della foresta.

## Personaggi principali

### Famiglia North
Sterling
Doppiato da: Toshihiko Utsumi (ed. giapponese), Gilberta Crispino (ed. italiana)
È il protagonista della storia e la voce narrante. Ha undici anni (ne compirà dodici nel corso della storia), ama molto gli animali ed è disposto a perdonare loro qualunque malefatta e questo lo porta ad avere piccoli attriti con i vicini di casa. È ancora un bambino e gli sfuggono ancora molte cose del mondo degli adulti, ma durante la storia si assisterà alla sua lenta maturazione.
Elisabeth
È la madre di Sterling. All'inizio della storia è all'ospedale di Milwaukee in attesa di un'operazione all'intestino. Purtroppo la malattia si rivela essere un tumore e la donna morirà all'inizio dell'estate dopo essere tornata a casa in convalescenza.
Willard
Doppiato da: Masato Yamanouchi (ed. giapponese)
Padre di Sterling. È un imprenditore (possiede alcune fattorie) e questo gli permette di far condurre una vita agiata alla sua famiglia. Si occupa di Sterling dopo la morte della moglie.
Jessica
Sorella di Sterling, frequenta l'università a Chicago.
Theodora
È la sorella maggiore, abita a Milwaukee ed è sposata con Arthur. Le piace guidare l'automobile, anche se è un po' spericolata.

### Famiglia Stevenson
Sig. Stevenson
È il nuovo capostazione della cittadina.
Sig.ra Stevenson
Moglie del capostazione.
Alice
Doppiata da: Miina Tominaga (ed. giapponese), Rossella Acerbo (ed. italiana)
Figlia minore dei Stevenson, ha la stessa età di Sterling e diventa subito una sua grande amica.
Flora
Doppiata da: Daniela Caroli (ed. italiana)
Figlia maggiore dei Stevenson, è considerata da tutti una bellissima ragazza e i giovanotti del villaggio le fanno la corte.
Clarissa
Madre del sig. Stevenson, è una vecchietta un po' avventata che non si rende conto dei pericoli a cui può andare incontro. Sterling la incontra quando si era persa nel bosco ai margini del villaggio ed è da quell'avvenimento che comincia l'amicizia tra le famiglie North e Stevenson.

### Altri personaggi
Oscar Sanderland
Doppiato da: Alessandro Quarta (ed. italiana)
Grande amico di Sterling e suo compagno di giochi e di pesca.
Carl Marty
Figlio di Bert Marty, un grande amico di Willard North. È il direttore di un albergo vicino ad un parco naturale ed è amante degli animali come Sterling.
Slammy
Doppiato da: Masaya Taki (ed. giapponese), Corrado Conforti (ed. italiana)
È il figlio del pasticcere ed è il bulletto della scuola. Desidera tanto avere Rascal e non esita a ricorrere a qualsiasi mezzo per portarlo via a Sterling. Nonostante però sia grande e grosso, non riesce mai ad avere la meglio nella lotta sul più minuto Sterling, che ha preso lezioni di boxe da un ex pugile.
Sig. Thurmann
Doppiato da: Michele Kalamera (ed. italiana)
Vicino petulante ed invidioso dei North. È anche cacciatore e non si fa scrupolo a sparare contro Rascal quando scopre l'orsetto nel suo campo di mais.
Lilian e Fred North
Sono gli zii di Sterling, possiedono una fattoria poco lontano da Breisford e accolgono il ragazzo trattandolo come un figlio quando Willard si trova in difficoltà finanziarie. Nella fattoria degli zii Sterling comincerà ad apprezzare il lavoro dei campi.
Mortan
Doppiato da: Julian Olivieri Orioles (ed. italiana)

### Animali di Sterling
Rascal
Doppiato da: Masako Nozawa
È l'orsetto lavatore che all'inizio della storia Sterling prende con sé dopo che la madre era stata uccisa da un cacciatore. È un animale intelligente e si inserisce facilmente nella vita della famiglia North, ma essendo comunque un animale selvatico, causa spesso dei piccoli disastri che creano attriti con i vicini.
Wowser
È il grosso cane di Sterling. Apparentemente non fa altro che dormire, ma è sempre attento a ciò che avviene nel cortile ed è sempre pronto a proteggere Rascal.
Poe
È un corvo nero e il suo nome ricorda quello di Edgar Allan Poe. È piuttosto dispettoso ed ha stabilito il suo nido nel campanile della chiesa, dove porta qualsiasi oggetto luccicante che trova in giro.
Le puzzole
Sterling all'inizio della storia ha anche un piccolo allevamento di puzzole che tiene in giardino dentro una cassetta, ma è costretto ben presto a liberarle nella foresta perché gli animali ammorbano l'intero rione con il loro pestilenziale odore.

## Dal romanzo all'anime
La serie animata è basata sul romanzo autobiografico "Un anno felice" ("Rascal, A Memoir of a Better Era") di Sterling North, edito nel 1963. È l'opera più famosa di North, dove si raccontano i "ricordi di un tempo migliore", quello dell'adolescenza, segnata dalla perdita della madre, ma caratterizzata dal procione Rascal che aiuterà il ragazzo a reinserirsi nella comunità. È un romanzo di maturazione e di crescita: cresce Rascal, cresce Sterling e cresce anche il territorio, che da agricolo diventerà via via sempre più urbanizzato: di lì a qualche anno nulla sarà più come prima.
L'anime è abbastanza fedele alla storia originale, nonostante gli inevitabili ampliamenti ed episodi aggiuntivi per riempire un'intera stagione televisiva. L'unico cambiamento importante è l'eliminazione dalla storia del fratello maggiore di Sterling, soldato in Europa nella prima guerra mondiale, che nella serie animata viene sostituito dalla sorella maggiore Theodora. Inoltre nell'autobiografia la perdita della madre avviene quando Sterling ha solo sette anni (l'avvenimento segnerà il resto della sua infanzia) mentre nell'anime la madre muore quando il ragazzo ha undici anni, quasi contestualmente all'arrivo di Rascal.

## Sigle
Sigla iniziale giapponese
Rock River (ロックリバーヘ?, Rokku Ribāhe), musica di Takeo Watanabe, testo di Eriko Kishida, arrangiamento di Yuji Matsuyama, è cantata da Kumiko Ōsugi con il St. Mary's Children Chorus e l'Otowa Yurikago Kai.
Sigla finale giapponese
Oide Rascal (おいでラスカル?, Oide Rasukaru), musica di Takeo Watanabe, testo di Eriko Kishida, arrangiamento di Yuji Matsuyama, è cantata da Kumiko Ōsugi.
Sigla iniziale e finale italiana
Rascal - Il mio amico orsetto, musica di Augusto Martelli, testo di Luciano Beretta, è cantata da Cristina D'Avena.

## Distribuzione

### Edizione italiana
In Italia la serie è stata trasmessa in prima TV a partire dal 2 luglio 1985 su Italia 1. L'edizione italiana è stata curata da Ludovica Bonanome per conto di Fininvest, mentre il doppiaggio è eseguito dalla S.A.S. Società Attori Sincronizzatori su direzione di Marco Visconti. In seguito è stata replicata da Hiro nel maggio 2011.

### Edizioni home video
I DVD della serie in Italia sono stati pubblicati da Planeta Junior nella collana Dolmen Junior in 10 volumi con il titolo Rascal.

## Episodi
La serie, composta da 52 episodi, è stata trasmessa in Giappone a partire dal 2 gennaio 1977.
1. Il cucciolo dalla maschera nera
2. Mio nuovo amico
3. L'amicizia
4. Viaggio a Milwaukee
5. Un regalo per Oscar
6. Addio amiche puzzole
7. Chi è più veloce?
8. Rane e Boxe
9. Mamma torna a casa
10. La prima esplorazione
11. Tutti a tavola
12. Un libro e due monetine
13. Primo giorno di vacanze estive
14. Un grande dolore
15. Una ragazzina di nome Alice
16. Una serata indimenticabile
17. Una gita sul lago
18. Un caro ricordo
19. Per qualche pannocchia in più...
20. L'angoscia di Sterling
21. Un momento disperato
22. Gli animali dei boschi
23. Un incidente accaduto a Carl
24. Una spedizione in canoa
25. Un cerbiatto ammalato
26. La festa d'estate
27. Collare e guinzaglio
28. Una gabbia per Rascal
29. Liberi di correre
30. Mai essere avari
31. Oggi è un giorno di festa
32. Uccelli migratori
33. La vittoria di Donnybrook
34. Uno scambio di lettere
35. Novità per Flora
36. Momenti preziosi
37. Speranze di vita
38. Splendidi ricordi
39. Il compleanno dimenticato
40. La prima neve
41. Un insolito malato
42. Sorprese natalizie
43. La vigilia di Natale
44. Una disputa sul ghiaccio
45. La voce nella tempesta
46. Povero papà
47. Nascita di un vitellino
48. Il cavallo ribelle
49. La casa di neve
50. Il varo della canoa
51. Ultimi sette giorni
52. L'ora degli addii

## Altre apparizioni
Grazie alla sua popolarità il personaggio di Rascal è apparso nei seguenti anime sempre prodotti dalla Nippon Animation:
- Peter Pan (Pītā Pan no bōken) (1989), serie di 41 episodi anch'essa parte del World Masterpiece Theater, adattamento del celebre romanzo di J. M. Barrie in cui è presente un crossover di Rascal.
- Poka Poka Mori no Rascal (Poka Poka Mori no Rasukaru) (2006-2007), serie di 52 episodi incentrata sulle avventure quotidiane di Rascal e dei suoi amici animali.
- Meitantei Rascal (Meitantei Rasukaru) (2014), serie di 12 episodi in cui Rascal veste i panni di un investigatore.

## Altre opere ispirate al romanzo
- Nel 1969 la Disney ha prodotto il film Rascal, l'orsetto lavatore, regia di Norman Tokar, che si ispira alla storia del romanzo anche se meno fedelmente rispetto all'anime (i protagonisti sono due fratelli, che devono superare l'ostilità dei genitori per tenere Rascal)[7].